# بني حاتم (أسلم)

تعديل مصدري - تعديل

بني حاتم هي إحدى قرى عزلة أسلم الشام بمديرية أسلم التابعة لمحافظة حجة، بلغ تعداد سكانها 67 نسمة حسب تعداد اليمن لعام 2004.